# Кузнецов Владлен Миколайович
Владле́н Микола́йович Кузнецо́в (4 грудня 1931, Харків⁣ — ⁣10 грудня 2014) — український кінодраматург, журналіст. Заслужений діяч мистецтв України (1981). Академік Академії мистецтв України (2004). Член Національної спілки кінематографістів України (1968), заступник голови спілки. Член спілки журналістів України (1959). Лауреат премії ім. М. Ломоносова АН СРСР (1965), Республіканської премії ім. Я. Галана (1975).

## Біографія
Владлен Кузнецов народився 4 грудня 1931 року в м. Харкові в родині службовця. У 1954 році закінчив факультет журналістики Київського державного університету ім. Т. Г. Шевченка. У 1954–1977 роках працював у газеті «Правда Украины» (завідувач відділу та член редакційної колегії), у 1977–1986 роках був членом редакційно-сценарної редколегії Держкіно УРСР. Був першим головою секції кінокритики Спілки журналістів України.
У 1986 році обраний секретарем, згодом заступником голови Спілки кінематографістів України. Понад 10 років обіймає посаду голови Оргкомітету Міжнародного фестивалю анімаційних фільмів «КРОК».
У 1997 році став членом-кореспондентом Академії мистецтв України, з 2004 року — дійсний член (академік) Національної академії мистецтв України.
В. М. Кузнецов — голова ініціативної групи зі створення Всеукраїнського товариства «Меморіал» ім. В.Стуса (першої в Україні офіційно зареєстрованої неформальної громадської організації). Входив до складу урядової комісії, яка визнала Биківню (під Києвом) місцем поховання жертв тоталітарного режиму.

## Творчість
За сценаріями В. Кузнєцова та з його дикторськими текстами було створено понад 200 документальних і науково-популярних фільмів, кіно- і телесеріалів, поставлених на студіях «Київнаукфільм», «Укркінохроніка» і студіях Москви.
Автор близько 1000 друкованих статей на кіно критичну та кінознавчу тематику, а також першої з трьох запланованих книг «Україна. Третій шанс: кінодокументи та бесіди з дійовими особами новітньої історії» (2003, у співавторстві).

### Сценарист
- 1959 — «На кручах Дніпрових» (відзнака на «Днях України в Москві», 1959)
- 1963 — «Таємниця алмазу» (Ломоносівська премія АН СРСР, 1964; приз Міжнародного кінофестивалю в Югославії ім. Н.Тесли, 1965)
- 1967 — «Людина і хліб» (золота медаль ВДНГ СРСР, диплом за найкращий дикторський текст Всесоюзного кінофестивалю, I премія на Всесоюзному кінофестивалі фільмів про село в Новосибірську)
- 1968 — «Наша Україна» (I премія та диплом Народного фестивалю «Прага-Братислава», 1968; номінація на Державну премію України ім. Т.Шевченка, 1969)
- 1969 — «Роздуми про сучасника» (премія на Республіканському кінофестивалі «Людина праці на екрані», 1969; диплом за найкращий дикторський текст II Всесоюзного кінофестивалю, диплом Міжнародного кінофестивалю в Лейпцизі, 1970)
- 1970 — «Економіка, управління, людина» (диплом на Республіканському фестивалі "Людина праці на екрані, 1970; диплом на Всесоюзному кінофестивалі, 1970)
- 1970 — «Театр і шанувальники»
- 1972 — «Завтрашня земля» (гран-прі «Золотий голуб» Міжнародного фестивалю документальних і короткометражних фільмів, Лейпциг, 1973)
- 1973 — «Вбивця відомий» (Республіканська премія ім. Я.Галана, 1973)
- 1974 — «Біосфера! Час усвідомлення» (гран-прі на всесвітній виставці в Спокані, США, 1975; гран-прі на Міжнародному кінофестивалі в Римі, 1976)
- 1974 — «Великий хліб» (співавт.; заохочувальний диплом VII Всесоюзного кінофестивалю, Баку, 1974; номінація на Державну премію України ім. Т.Шевченка)
- 1975 — «Радянська Україна. Від з'їзду до з'їзду»
- 1975 — «Економіка — головна політика» (I премія IX Всесоюзного кінофестивалю, Фрунзе, 1976)
- 1976 — «Уроки на завтра»
- 1977 — «Розум, честь і совість епохи» (співавт.; I приз XI Всесоюзного кінофестивалю, Єреван, 1978)
- 1978 — «Слово про хліб» (премія Республіканського кінофестивалю та диплом XII Всесоюзного кінофестивалю в Ашгабаті, 1979; золота медаль ВДНГ СРСР, диплом і I приз VI Всесоюзного кінофестивалю фільмів про село, Новосибірськ, 1978)
- 1978 — «Дорогою батьків» (співавт.; I премія Всесоюзного конкурсу на найкращий фільм до 60-річчя ВЛКСМ)
- 1979 — «Діалоги директора Згурського»
- 1980 — «Разом чи окремо?»
- 1980 — «А що за душею?»
- 1980 — «Партійний підхід»
- 1981 — «Мир і творення»
- 1982 — «Суфлер» (диплом Міжнародного кінофестивалю у Ліоні, Франція)
- 1982 — «Київська симфонія» (премія Республіканського фестивалю, 1982)
- 1982-1989 — XX століття (20 повнометражних фільмів, Москва)
- 1983 — «Голоси Києва»
- 1983 — «Слідчий»
- 1984 — «Іду до тебе, Арктико!»
- 1984 — «Природа в небезпеці» (2 повнометражних фільми, Москва)
- 1985 — «Люди-легенди» (співав.; 4 фільми, Москва)
- 1985 — «Орлята»
- 1985 — «Суворовці»
- 1986 — «Московський Кремль»
- 1986-1989 — «Проблеми енергетики» (6 повнометражних фільмів, Москва; диплом Спілки журналістів Росії, 2000)
- 1987 — «Стенограма» (диплом Міжнародного кінофестивалю у Барселоні, 1988)
- 1989 — «Мир вам! Шолом!» (1989, у співавт. з К. Славіним. Диплом Міжнародного кінофестивалю в Філадельфії та Тель-Авіві, 1990)
- 1989 — «Прибалтійські хроніки» (3 повнометражних фільми, Москва)
- 1990 — «Табірна пилюка» (диплом Всесоюзного кінофестивалю, Свердловськ, 1991)
- 1990 — «А правда зробить вас вільними!»
- 1991 — «Невільник брат, невільниця сестра» (диплом I Всеукраїнського кінофестивалю, Київ)
- 1992 — «Жезл»
- 1993 — «Євангеліє від Сатани»
- 1993 — «Інтелігенція і влада»
- 1993 — «Історик та історія: М.Грушевський»
- 1994-2000 — «Останній міф» (18 фільмів, Москва; диплом фестивалю «Російське кіно», Нью-Йорк, 2000; фінальна номінація на премію ТЕФІ-2000)
- 1996 — «Три рішення першого президента»
- 1997 — «Серж Лифар»
- 1998 — «Соломія Крушельницька»
- 1999 — «Гірке відлуння Афгану» (2 серії)
- 1999 — «Два кольори часу»
- 1999 — «Діалог наприкінці сторіччя»
- 1999 — «Олександр Вертинський» (приз «Золота ера» Української телеакадемії, 1999)
- 1999 — «Україна. Третій шанс» (4 фільми)
- 2001 — «Квіти часів окупації» (співавт.)
- 2002 — «В суботу я король!» (співавт.; перша премія фестивалю в Єкатеринбурзі)
- 2004 — «Афганістан. Проекції в майбутнє» (4 серії; медаль «За заслуги» Української спілки воїнів-інтернаціоналістів за фільм «Афганістан. Проекції в майбутнє», 2004)
- 2004 — «Десята муза в Україні» (2 серії)
- 2004 — «Дороги до лобного місця» (3 серії; премія «Символ свободи» Спілки журналістів Росії, 2004)
- 2004 — «Жила собі Одеса…» (Премії фестивалів у Варшаві та Стокгольмі, 2004)
- 2005 — «Хто ворог твій?» (Премія Міжнародного правозахисного фестивалю «Сталкер» в Москві, 2005)

## Нагороди та професійні премії

### Нагороди
- Орден «За заслуги» II (2001) ст.
- Почесна відзнака Президента України (1996)
- Медаль «За доблесну працю» (1970)
- Заслужений діяч мистецтв України (1981)
- Грамота Президії Верховної Ради УРСР (1968)
- Почесна Грамота Президії Верховної Ради УРСР (1976)
- Золота медаль Академії мистецтв України (2006)

### Премії
- Лауреат премії ім. М. Ломоносова Академії наук СРСР (1963)
- Лауреат Республіканської премії ім. Я.Галана (1975)
- Лауреат премії Спілки кінематографістів СРСР (1981)
- Лауреат премії ім. Ф. Соболєва (2004)